# Vrbovac (gmina Blace)
Vrbovac (cyr. Врбовац) – wieś w Serbii, w okręgu toplickim, w gminie Blace. W 2011 roku liczyła 151 mieszkańców.